# Atletiba (2017)
A partida de 2017 entre Athletico Paranaense e Coritiba (clássico conhecido como Atletiba) seria um jogo oficial entre duas das principais equipes de futebol do Paraná válido pela quinta rodada da primeira fase do Campeonato Paranaense de Futebol de 2017, constituindo o que seria o 370º confronto entre os rivais paranaenses.
A partida, marcada para a Arena da Baixada, foi cancelada após divergências entre os presidentes dos dois clubes e a FPF por conta da transmissão do jogo online via YouTube e Facebook, a qual a federação estadual não permitiu.
Este seria o primeiro jogo da história do futebol brasileiro a ser transmitido exclusivamente online, inovando nos meios de transmissão de jogos.

## Antecedentes

### Contratos de transmissão
A polêmica iniciou após a dupla Atletiba não aceitar os termos do contrato de direitos de transmissão imposto pela Rede Globo para seus jogos, devido ao valor que deveria ser repartido à dupla ser incompatível com o de outros estaduais. Cada um ganharia R$ 2,2 milhões, enquanto equipes como Cruzeiro, Internacional, Atlético Mineiro e Grêmio recebem R$ 15 milhões pela transmissão de seus campeonatos estaduais (Mineiro e Gaúcho). As demais 10 equipes participantes da competição (FC Cascavel, Cianorte, Foz do Iguaçu, J.Malucelli, Londrina, Paraná, Prudentópolis, PSTC, Rio Branco-PR e Toledo) aceitaram as condições impostas pelo contrato.
Dessa forma, o valor bruto pelo torneio foi fechado por R$ 4 milhões. Mesmo assim, o contrato da Globo, por ser considerado bastante sofisticado e complexo, tinha uma cláusula para uma discussão de valores, prevendo a adesão de Athletico e Coritiba, com um mecanismo que majoraria os valores já apresentados. Como consequência, o Campeonato Paranaense de 2017 não teve transmissão no canal Premiere, do sistema pay-per-view da emissora carioca, já que o pacote pay-per-view foi negociado à parte da transmissão em rede aberta.
Foi a primeira vez desde o Paranaense de 1999 que a RPC (afiliada da Globo no Paraná) não transmitirá jogos dos dois maiores vencedores do Campeonato Paranaense, sendo a primeira vez que estes tomaram uma decisão conjunta acera deste tema.
Este foi o segundo grande desacordo da dupla paranaense com a Rede Globo, já que Athletico Paranaense e Coritiba terão seus jogos válidos pelo Campeonato Brasileiro televisionados pelo canal Esporte Interativo, a partir do  Campeonato Brasileiro de 2019, em contrato que terá vigência no período 2019-2024.

### Aspectos esportivos
Antes do confronto, a equipe do Coritiba ocupava a 5ª colocação do Campeonato Paranaense, e vinha de uma vitória sobre o Foz do Iguaçu por 2 a 1, no dia 11 de fevereiro, jogando no Estádio Couto Pereira.
Já a equipe do Atlético Paranaense havia jogado sua última partida no dia 15 de fevereiro pela Terceira fase qualificatória da Copa Libertadores da América de 2017, empatando em 3 a 3 com a equipe paraguaia do Deportivo Capiatá. A última partida válida da equipe rubro-negra pelo Campeonato Paranaense ocorreu em 12 de fevereiro, no qual a equipe saiu derrotada pelo Prudentópolis, no Estádio Newton Agibert, na cidade de Prudentópolis pelo placar de 2 a 1, e estava próxima da zona de rebaixamento para a Segunda Divisão 2018, ocupando a 10ª posição do torneio.
Pelo fato de privilegiar a competição continental, já que decidiria sua classificação no Paraguai em 3 dias, o Athletico Paranaense atuaria no primeiro clássico de 2017 utilizando uma equipe alternativa. A equipe alviverde, apesar de ter um confronto eliminatório válido pela segunda fase da Copa do Brasil 2017 contra a equipe alagoana do ASA, escalou força total para o confronto.
O jogo seria o 370º confronto do clássico Atletiba, que possuía as seguintes estatísticas antes do embate a ser realizado:

O último Atletiba foi realizado em 16 de outubro de 2016, em partida válida pela 30ª rodada/jornada do Série A 2016, no Estádio Durival Britto e Silva, estádio do Paraná, na capital Curitiba, sendo que o placar apontou uma vitória por 2 gols a 0 para o rubro-negro, que possuía o mando de campo daquela partida, com gols de Matheus Rossetto e Pablo.

#### Classificação do campeonato antes do jogo
Antes dos jogos do dia 19 de fevereiro e do Atletiba, a tabela de classificação estava configurada como segue:

| Pos | Equipes             | Pts | J | V | E | D | GP | GC | SG | %  | Classificação ou rebaixamento                    |
| --- | ------------------- | --- | - | - | - | - | -- | -- | -- | -- | ------------------------------------------------ |
| 1   | J.Malucelli         | 10  | 5 | 3 | 1 | 1 | 7  | 3  | +4 | 66 | Zona de classificação para a Segunda Fase        |
| 2   | Paraná              | 9   | 4 | 3 | 0 | 1 | 8  | 1  | +7 | 75 | Zona de classificação para a Segunda Fase        |
| 3   | Prudentópolis       | 8   | 5 | 2 | 2 | 1 | 5  | 3  | +2 | 53 | Zona de classificação para a Segunda Fase        |
| 4   | Londrina            | 7   | 4 | 2 | 1 | 1 | 7  | 3  | +4 | 58 | Zona de classificação para a Segunda Fase        |
| 5   | Coritiba            | 7   | 4 | 2 | 1 | 1 | 3  | 2  | +1 | 58 | Zona de classificação para a Segunda Fase        |
| 6   | Cianorte            | 6   | 4 | 2 | 0 | 2 | 4  | 5  | -1 | 50 | Zona de classificação para a Segunda Fase        |
| 7   | Rio Branco-PR       | 5   | 4 | 1 | 2 | 1 | 3  | 4  | -1 | 41 | Zona de classificação para a Segunda Fase        |
| 8   | Toledo              | 4   | 3 | 1 | 1 | 1 | 4  | 4  | 0  | 44 | Zona de classificação para a Segunda Fase        |
| 9   | FC Cascavel         | 4   | 4 | 1 | 1 | 2 | 2  | 5  | -3 | 33 |                                                  |
| 10  | Atlético Paranaense | 2   | 3 | 0 | 2 | 1 | 4  | 5  | -1 | 22 |                                                  |
| 11  | PSTC                | 2   | 4 | 0 | 2 | 2 | 3  | 8  | -5 | 16 | Zona de rebaixamento para a Segunda Divisão 2018 |
| 12  | Foz do Iguaçu       | 1   | 4 | 0 | 1 | 3 | 2  | 9  | -7 | 8  | Zona de rebaixamento para a Segunda Divisão 2018 |

* Nota: Em destaque, as posições de Coritiba e Athletico Paranaense.

## Transmissão online
Com a impossibilidade de transmissão do clássico paranaense em redes de televisão, Athletico Paranaense e Coritiba firmaram uma parceria para viabilizar a transmissão do jogo em outros meios para possibilitar que os torcedores pudessem acompanhar os lances da partida, já que ambos não venderam os direitos de transmissão de seus jogos no Campeonato Paranaense de 2017. Além disso, tal atitude é consoante a uma tendência mundial de os clubes possuírem canais próprios de TV para exploração de conteúdo próprio e da marca em si, contribuindo também para o marketing das equipes e vendas de produtos personalizados com o distintivo dos times.
A iniciativa partiu da equipe do Coritiba, que entrou em contato com representantes do Athletico Paranaense, e apesar das tratativas iniciais terem ficado estagnadas, o acordo teve uma grande evolução, sendo que a 5 dias da partida as diretorias já haviam se reunido para discutir os detalhes de transmissão.
Dessa forma, amparados pela Lei Pelé, que em seu artigo 42 diz:
a dupla Atletiba comunicou a FPF por meio de seus presidentes Rogério Portugal Bacellar e Luiz Sallim Emed , baseado no direito de transmitir seus jogos a torcedores e sócios dos clubes.
Foi decidido que o duelo, que seria disputado na Arena da Baixada, com capacidade para 42 372 espectadores, teria cobertura ao vivo nos canais oficiais das equipes no YouTube: coritibaoficial e tvcap atleticopr, com visualização aberta ao público e uma transmissão que contou com um narrador, comentaristas e repórteres, além de câmeras espalhadas pelo campo e entornos do estádio.
O valor de uma produção padrão da TV em geral tem um custo aproximado de R$ 40 mil. Com o objetivo de reduzir os custos dessa empreitada,e angariar acordos comerciais, as equipes fizeram uma parceria com o YouTube por meio do Google, e foi acordado que este não cobraria o streaming. Como consequência dessa ajuda, aliada ao apoio financeiro dos patrocinadores da dupla, o custo da iniciativa diminui consideravelmente, tornando viável todos os demais trâmites necessários.
A equipe responsável pela transmissão do evento, que foi marcada para iniciar às 16h30 (horário de Brasília), teve a presença de dois ex-jogadores para comentar os lances da partida: o meia Ademir Alcântara,[carece de fontes?] pelo Coritiba e o zagueiro Gustavo, pelo Athletico Paranaense.
Em parceria com o Esporte Interativo, que cedeu a equipe de narração e reportagem e o suporte técnico necessário, como equipamentos de gravação, foi acordado que o narrador seria César Júnior.
Posteriormente, os clubes confirmaram por meio de seus sites oficiais que também transmitiriam a partida ao vivo pelo Facebook e pelo Twitter.

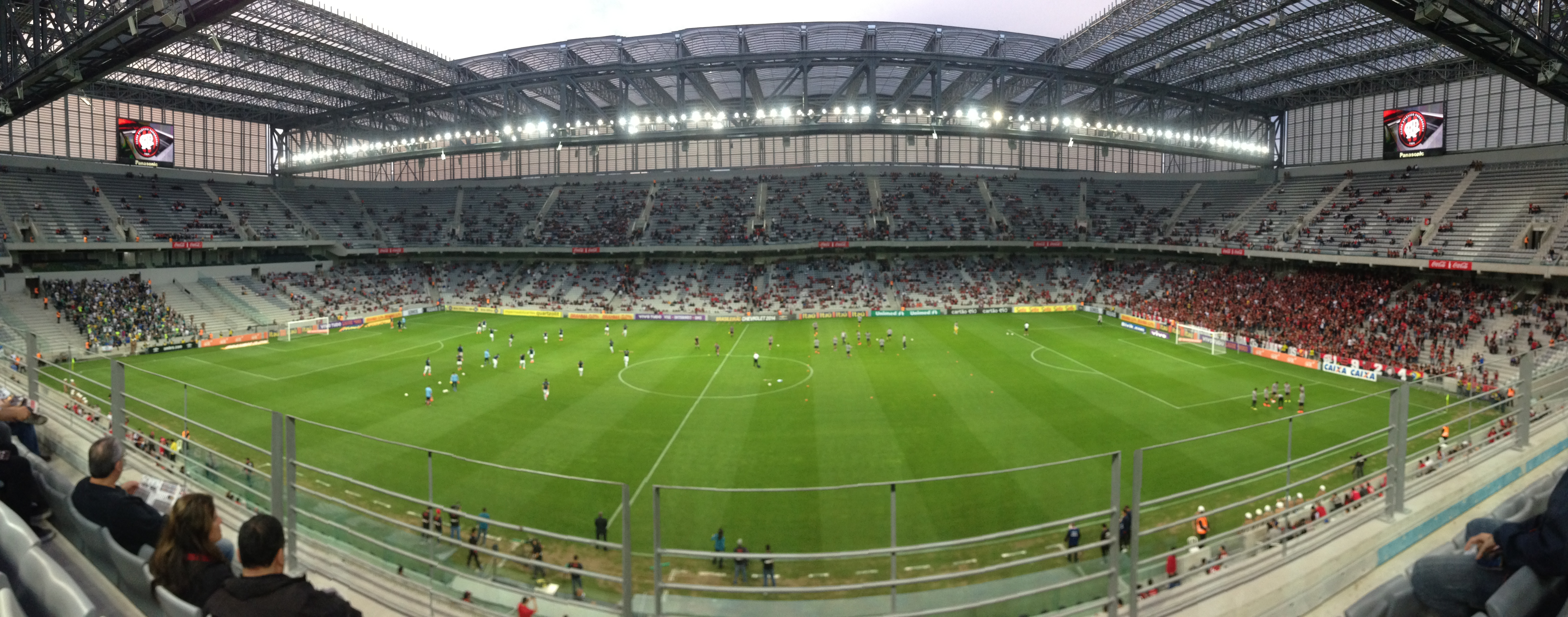
Foto panorâmica da Arena da Baixada, designado como palco da partida.

## O Jogo
| 19 de fevereiro | Atlético Paranaense | –         | Coritiba | Arena da Baixada, Curitiba              |
| 17:00           |                     | Relatório |          | Árbitro: BRA Paulo Roberto Alves Júnior |

| Atlético Paranaense | Coritiba |

| Athletico PARANAENSE: |    |                  |
|                       |    |                  |
| GR                    | 1  | Santos           |
| LD                    | 33 | Léo              |
| ZG                    | 27 | Zé Ivaldo        |
| ZG                    | 25 | Wanderson        |
| LE                    | 97 | Vichiatto        |
| MC                    | 20 | Matheus Rossetto |
| MC                    | 76 | Luiz Otávio      |
| MC                    | 77 | Douglas Coutinho |
| AT                    | 21 | Heinen           |
| AT                    | 9  | Luís Henrique    |
| AT                    | 96 | Crysan           |
| Suplentes:            |    |                  |
| GR                    | 49 | Warleson         |
| LD                    | 47 | Gustavo Cascardo |
| MC                    | 55 | Matheus Anjos    |
| AT                    | 70 | Yago             |
| MC                    | 74 | Jacy             |
| MC                    | 80 | Murillo          |
| MC                    | 90 | Bruno Rafael     |
| MC                    | 95 | Renan Paulino    |
| LE                    | 98 | Renan Lodi       |
| Treinador:            |    |                  |
| Paulo Autuori         |    |                  |

| CORITIBA:              |    |                         |
|                        |    |                         |
| GR                     | 84 | Wilson                  |
| LD                     | 34 | Werley                  |
| ZG                     | 21 | Walisson Maia           |
| ZG                     | 28 | Juninho                 |
| LE                     | 30 | Carlos Emiliano Pereira |
| MC                     | 27 | Jonas                   |
| MC                     | 20 | Matheus Galdezani       |
| MC                     | 90 | Kady                    |
| MC                     | 7  | Iago                    |
| AT                     | 83 | Kléber                  |
| AT                     | 91 | Henrique Almeida        |
| Suplentes:             |    |                         |
| GR                     | 89 | William Menezes         |
| ZG                     | 23 | Geovane                 |
| LE                     | 71 | Henrique                |
| LE                     | 76 | Márcio                  |
| V                      | 77 | Fabrício Baiano         |
| MC                     | 8  | Tiago Real              |
| MC                     | 26 | Ruy                     |
| MC                     | 37 | Thiago Lopes            |
| AT                     | 9  | Neto Berola             |
| AT                     | 16 | Léo Santos              |
| AT                     | 90 | Filigrana               |
| Treinador:             |    |                         |
| Paulo César Carpegiani |    |                         |

| Homem do Jogo: - Bandeirinhas: Weber Felipe Silva Júlio César de Souza Quarto árbitro: Rafael Traci Assessor: Anderson Carlos Gonçalves Delegado: Fabio Antonio Gomes |

## Cancelamento da partida

Luiz Sallim Emed, presidente do Athletico Paranaense, discute com membros da arbitragem.

A partida já estava pronta para ser iniciada, sendo que as agremiações, já haviam se perfilado para a execução do Hino Nacional Brasileiro e do Hino do Paraná, quando os técnicos das equipes foram orientados a chamar suas respectivas formações e retirá-las do campo, de forma aparentemente inexplicável, sendo que a torcida presente no estádio e os que acompanhavam a transmissão online ficaram por um momento sem entender a situação. Após alguns instantes, foi esclarecido que o presidente da Federação Paranaense de Futebol, Hélio Cury ordenou o árbitro da partida Paulo Roberto Alves a não iniciar a partida até que a transmissão online feita pelos clubes fosse interrompida. Hélio alegou que os narradores e repórteres deveriam ter sido credenciados com 48 horas de antecedência da realização da partida, e que este fato impossibilitava a realização da difusão do jogo pela internet. Os representantes das duas equipes contestaram tal afirmação, pois a FPF já estava ciente de que estes fariam a gravação da partida e em nenhum momento havia enviado nenhum aviso sobre o cadastramento obrigatório. Ademais, o regulamento do campeonato não previa nenhuma cláusula sobre o adiamento de partidas nessas condições. Os dirigentes dos clubes, contrariando as imposições da federação estadual, não tiraram do ar a transmissão dos canais do YouTube, Facebook e Twitter.

Jogadores do Athletico Paranaense e do Coritiba saúdam torcedores no jogo cancelado.

A polícia foi acionada para tirar os funcionários descredenciados do campo, que se recusaram a sair do gramado, e uma intensa conversa ocorreu entre dirigentes e representantes do Athletico Paranaense, Coritiba e Federação Paranaense de Futebol, árbitros, delegados e policiais, enquanto os jogadores das equipes intercalavam subidas ao campo e momentos no vestiário. Tal imbróglio permaneceu por cerca de 40 minutos, pois a Federação Paranaense considerara sua argumentação um embasamento legal para o impedimento da partida e a dupla Atletiba não queria ceder e privar os torcedores da difusão da partida via online. Após 47 minutos, foi oficializado o cancelamento da partida e um anúncio foi feito pelo sistema de som do estádio.
Após os jogadores serem notificados do cancelamento da partida, estes subiram ao gramado em uma fila intercalada, e se posicionaram de mãos dadas em frente ao círculo central do campo, e agradeceram a presença da torcida, que aplaudiu os jogadores. Logo após, a torcida começou a entoar cantos de apoio ao Athletico Paranaense e Coritiba, e vaias e gritos de protesto contra a Federação Paranaense e a Rede Globo também ecoaram pela arena.
Os dirigentes e torcedores das equipes ficaram revoltados com a situação, sendo que o presidente do Athletico Paranaense, Luiz Sallim Emed, em entrevista, considerou o episódio uma "vergonha mundial". O presidente do Conselho Deliberativo do clube, Mário Celso Petraglia, também fez críticas à federação e ao cancelamento da partida, bem como o presidente do Coritiba, Rogério Bacellar.

## Repercussão e desdobramentos
Por muitos meios de comunicação, a argumentação da Federação Paranaense de Futebol foi muito criticada, e considerada arbitrária. O repasse da Globo à Federação Paranaense foi considerado abaixo da média face ao oferecido a outros campeonatos estaduais. O técnico do Athletico Paranaense, Paulo Autuori, apoiou a decisão de não disputar a partida, considerando equivocada a decisão da federação, dizendo que o motivo alegado por esta não era plausível, já que esta poderia fazer um credenciamento de última hora para a partida. Alex, ídolo do Coritiba, lamentou o cancelamento do clássico.

A versão sobre o caso contada pelo quarto árbitro também teve divergências em relação aos motivos de cancelamento apontados pela federação, alegando que a partida não poderia ser transmitida pelo fato desta estar sendo feita por uma emissora que não é dona dos direitos comerciais do campeonato (no caso, a Rede Globo).
As Organizações Globo por meio de nota oficial, declararam que a Rede Globo não teve interferência na decisão dos clubes e na decisão da federação pela suspensão da partida, rechaçando qualquer hipótese de manipulação de sua parte.
Em nota oficial, os clubes alegaram que a federação contrariou seus interesses, e causou grande prejuízo ao futebol paranaense e a seus torcedores, classificando a decisão da FPF como arbitrária e sem razoabilidade.

Trecho da súmula da partida entre Rio Branco-PR e Toledo.

A decisão pela não realização do Atletiba foi considerada uma quebra de paradigma, classificado como uma revolução na transmissão esportiva brasileira.
Já a FPF, em nota oficial publicada em seu site, afirmou que não possuía responsabilidade pelo cancelamento da partida, e atribuiu a culpa pelo cancelamento da partida exclusivamente aos clubes, utilizando como álibi o regulamento geral (art. 35, §2º e 3º, art. 36, e art. 64, §2º, inciso I do Regulamento Geral), que estabelece o impedimento do acesso e permanência de pessoas estranhas no gramado do campo de jogo.
Outros meios de comunicação alegam que houve incoerência por parte da federação, já que no jogo entre Rio Branco-PR e Toledo, realizado em 12 de fevereiro em Paranaguá, também válido pelo Campeonato Paranaense de 2017, foi relatado na súmula da partida pelo árbitro Marcos Vinícius Soares Martins que haviam pessoas descredenciadas no campo de jogo, e mesmo assim a partida ocorreu sem nenhum empecilho.
O canal SporTV, em nota oficial lida por André Rizek durante o programa "Redação SporTV", lamentou a não realização da partida e a impossibilidade de transmiti-la.
Alguns clubes participantes do Campeonato Paranaense também se pronunciaram sobre o ocorrido. O Paraná, rival da dupla Atletiba, divulgou nota oficial em seu site colocando-se a favor da postura da FPF acerca da necessidade do credenciamento, afirmando que tal conduta resulta em um melhor ordenamento na distribuição dos profissionais de imprensa no entorno do campo, o que segundo a nota dirime e minimiza problemas acerca da transmissão de um jogo de futebol.
O jogo teve repercussão internacional, sendo documentado pelos jornais mexicanos Excélsior e Medio Tiempo, pelo Opera Sports, pelo portal da ESPN International e pelo jornal português Record.

## Problemas com as torcidas
Antes do início da partida, houve confusão entre torcedores das duas equipes, sendo registrados ao menos 7 confrontos, resultando em 20 pessoas detidas.
Um grupo de aproximadamente 50 torcedores, armados com pedaços de madeira e pedras, se enfrentou na Cidade Industrial de Curitiba, sendo que três pessoas foram feridas e 12 adeptos foram detidos pela Polícia Militar
Um torcedor do Coritiba morreu ao ser baleado por um PM, sendo atingido por um tiro no peito nos arredores do Estádio Couto Pereira, em Curitiba. Este foi atendido e levado a um hospital da região, mas não resistiu ao ferimento. O sargento responsável pela morte foi afastado pela polícia.
Apesar dos confrontos e do clima tensão antes da partida, torcedores de Athletico Paranaense e Coritiba se comportaram de forma pacífica durante a entrada e arredores da Arena da Baixada, demonstrando atos de solidariedade.

## Recordes
A partida foi a primeira a ser transmitida em redes sociais pela internet sem restrição a acessos. Foi a primeira disputa entre dois times da Série A a ter transmissão online, sendo também o primeiro clássico do Brasil com essa iniciativa.
Tal evento tornou Athletico Paranaense e Coritiba pioneiros na transmissão digital de partidas no Brasil.
Apesar da partida não ter ocorrido, foi considerado um marco na difusão esportiva online, sendo que a transmissão chegou a ter simultaneamente mais de 145 mil acessos simultâneos e espectadores conectados pelas redes sociais, alcançando altos índices de audiência digital.
| Pico de audiência |              |                 |
| Rede social       | Canal        | Canal           |
| Rede social       | tvatleticopr | coritibaoficial |
| YouTube           | 50 mil       | 36 mil          |
| Facebook          | 37 mil       | 22 mil          |

## Punições
O regulamento da competição prevê WO duplo para as duas equipes, por se recusarem a disputar uma partida oficial, podendo até resultar na exclusão e rebaixamento de Athletico Paranaense e Coritiba no campeonato, podendo haver ressarcimento do preço dos ingressos aos torcedores que foram ao estádio.
Os clubes também anunciaram que iriam tomar medidas judiciais contra a FPF por conta do ocorrido, acionando a CBF e o Tribunal de Justiça Desportiva do Paraná.
A péssima repercussão do cancelamento contribuiu para que eventuais punições acerca do episódio não atingissem os clubes. A Federação também descumpriu um dos itens de seu regulamento, ao demorar mais de 48 para divulgar a súmula e o borderô da partida.

### Remarcação da partida
Após dois dias do ocorrido, a Federação Paranaense anunciou a remarcação da partida para a quarta-feira de cinzas (1º de março de 2017) às 20h (horário de Brasília), utilizando como base o §2 do artigo 13 do regulamento geral de competições, que diz:
Tal medida foi tomada para evitar maiores problemas por parte da FPF, que já havia recebido duras críticas pelo cancelamento inicial da partida, evitando assim possíveis complicações maiores. Mesmo assim, a possibilidade da definição de uma nova data permaneceu em discussão, por conta das disputas paralelas de Athletico Paranaense e Coritiba por outras competições.
A Federação Paranaense de Futebol não descartou a hipótese de punir os clubes, afirmando que estes foram intransigentes e que o departamento jurídico iria analisar a súmula da partida para tomar as medidas cabíveis sobre o episódio.
Apesar dos infortúnios causados, a Federação Paranaense liberou a possibilidade de transmissão da partida para as plataformas digitais e mídias para o qual o jogo estava inicialmente programado para ser transmitido, justificando que a falta de credenciamento dos profissionais responsáveis por essa transmissão foi o único motivo pelo qual a partida foi cancelada.